# Very Relentless
Very Relentless var en begränsad utgåva av Pet Shop Boys album Very (album) från 1993. Skivan Relentless innehåller 6 danslåtar:

## Låtlista
1. Forever in love
2. My head is spinning
3. KDX 125 (instrumental)
4. We come from outer space
5. The man who has everything
6. One thing leads to another

Very Relentless gavs ut i ett slags bubbelplastfodral som var specialdesignat.